# Rhyscotus bicolor
Rhyscotus bicolor is een pissebed uit de familie Rhyscotidae. De wetenschappelijke naam van de soort is voor het eerst geldig gepubliceerd in 1924 door Barnard.